# Spermolepis patens
Spermolepis patens là một loài thực vật có hoa trong họ Hoa tán. Loài này được (Nutt. ex DC.) B.L. Rob. miêu tả khoa học đầu tiên năm 1908.